# Мрки галеб
Мрки галеб (лат. Larus fuscus) је велики галеб који се гнезди на атлантским обалама Европе. Миграторна је врста, зимује од Британских острва на југ све до западне Африке. Међутим, драматично се повећао у Северној Америци, посебно дуж источне обале. Раније само зимски посетилац Северне Америке, број птица се повећао и јавља се у великом броју током неких зима, а сада се бележе током целе године. Међутим, постоји озбиљна забринутост због смањења распрострањености у многим деловима његовог подручја. Врста се налази на "Amber List" Уједињеног Краљевства јер у Уједињеном Краљевству живи 40% европске популације, а више од половине њих се налази на мање од десет места за размножавање.

## Таксономија
Мрки галеб био је једна од многих врста које је првобитно описао Карл фон Лине у свом 10. издању „Systema Naturae“ из 1758. године, и још увек носи своје првобитно име Larus fuscus. Научно име је из латинског језика. Изгледа да је реч „Larus“ означавала галеба или другу велику морску птицу, а „fuscus“ је значило црно или смеђе.

### Подврсте
Пет признатих подврста су:
| Слика | Подврста                               | Дистрибуција                                                                                                |
| ----- | -------------------------------------- | --- |
|       | Larus fuscus graellsii Брем, 1857      | Гренланд, Исланд, Фарска Острва, Британска Острва, западна Европа - тамносива боја плашта                   |
|       | Larus fuscus intermediusСцхиøлер, 1922 | Холандија, Немачка, Данска, југозападна Шведска и западна Норвешка - плашт чађаво црне боје                 |
|       | Larus fuscus fuscus Линеј, 1758.       | северна Норвешка, Шведска и Финска до Белог мора - црни плашт                                               |
|       | Larus fuscus heuglini Бри, 1876        | северне Русије до северно-централног Сибира, познат као Хеуглинов галеб, раније се сматрао посебном врстом. |
|       | Larus fuscus barabensis Јохансен, 1960 | централна Азија                                                                                             |

## Опис
Мрки галеб је мањи од сребрнастог галеба. Таксономија комплекса сребрнастог галеба / мрког галеба је веома сложена; различити ауторитети препознају између две и осам врста. Ова група је прстенаста врста широм северне хемисфере. Разлике између суседних облика у овом прстену су прилично мале, али док се круг заврши, крајњи чланови, сребрнасти галеб и мрки галеб, су очигледно различите врсте. Мрки галеб има 51-64 цм дужине, 124-150 цм распон крила и тежи 452-1.100 гр, при чему је номинована раса у просеку нешто мања од друге две подврсте. Мужјаци, просечне тежине 824 гр су нешто веће од женки, у просеку 708 гр. Међу стандардним мерама, тетива крила је 38-45 цм, кљун је 4.2-5,8 cm, а тарзус је 5.2-6,9 cm. Збуњујућа врста је црни галеб. Мрки галеб је много мањи, виткије грађе, жутих уместо ружичастих ногу и мањих белих „огледала“ на врховима крила. Одрасле јединке имају црна или тамносива крила (у зависности од подврсте) и леђа. Кљун је жут са црвеном тачком на којој млади кљуцају, подстичући храњење (видети образац фиксног деловања). Глава је зими сивља, за разлику од црних галебова. Годишње митарење код одраслих почиње између маја и августа и код неких птица није завршено до новембра. Делимично предмитарење се дешава између јануара и априла.
Младе птице имају љускаве црно-смеђе горње делове тела и уредан узорак крила. Потребне су им четири године да достигну зрелост. Идентификација од младих сребрастих галебова најлакше се врши по чвршће тамнијем (непругастом) терцијалном перју.
Њиховоглашавање је „смејући се“ крик попут крика сребрног галеба, али са знатно дубљим тоном.

## Распрострањеност
Мрки галебови су проширили свој ареал ка западу, прво колонизујући Гренланд 1980-их. Врста се још није гнездила у Сједињеним Државама, иако су хибридни парови са америчким сребрним галебовима забележени два пута.

## Гнежђење
Ова врста се гнезди колонијално на обалама и језерима, правећи гнездо на земљи или литици. Обично се положе три јаја. У неким градовима, врста се гнезди у урбаном окружењу, често у заједници са сребрним галебовима.

## Храњење
Они су сваштоједи као и већина галебова рода Larus, и једу рибу, инсекте, ракове, црве, морске звезде, мекушце, семење, бобице, мале сисаре, јаја, мале птице, птиће, остатке хране, изнутрице и лешине.

## Галерија
- Јаја, колекција Музеја Висбаден
- Larus fuscus intermedius у лету, Шведска
- Гнездо мрког галеба у Палканеу, Финска
- Женка мрког галеба и њено младунче
- Крупни план
- Larus fuscus graellsii одрасла јединка, Мароко
- Субадултна јединка Larus fuscus graellsii, Мароко
- Larus fuscus graellsii младунац, Португал
- Перје првог циклуса
- Летење у језеру близу градске куће у Рејкјавику
- Јато у лету и на земљи
- Larus fuscus fuscus - MHNT